# Chiesa di San Carlo all'Arena
La chiesa di San Carlo all'Arena è una delle chiese monumentali di Napoli; si erge sul lato destro della via Foria, poco prima dello slargo che immette in piazza Cavour.

## Storia
Il nome dell'edificio religioso deriva dalla vecchia via arenosa su cui sorgeva la chiesa, laddove l'acqua reflua proveniente dalle colline (la cosiddetta Lava dei Vergini) depositava i suoi detriti.
La chiesa fu costruita da Silvestro Cordella, su progetto di Giuseppe Nuvolo, nello spazio antistante l'antica murazione aragonese, ma venne completata dai cistercensi nel 1621; più tardi divenne rifugio militare durante tutto il periodo francese.
L'aspetto attuale del tempio è quello conferitogli dall'architetto Francesco De Cesare che la restaurò nel 1837 e dai lievi rifacimenti dopo un incendio che lo danneggiò nel 1923.

## Interno
La chiesa è a pianta ellittica con sette altari.
I principali tesori della chiesa sono i bassorilievi di Vincenzo Annibale che raffigurano le Storie di San Carlo e un Cristo non meno interessante del Cristo Velato della Cappella Sansevero, ma sicuramente meno conosciuto.

### Il crocifisso
Sull'altare maggiore è presente un crocifisso in marmo opera di Michelangelo Naccherino. Il Crocifisso, del 1599, proviene dalla Basilica dello Spirito Santo.  Durante un incendio, la scultura si staccò dalla parete e precipitò sul suolo, provocando ingenti danni al marmo.
Il Crocifisso venne restaurato; in esso il Cristo suscita grande devozione da parte dei fedeli di via Foria ed emoziona per la sua bellezza, poiché quel marmo sembra manifestare le ferite della carne.